# Medio cuadrado
Un medio cuadrado (también llamado escuadra Aristo) es una herramienta utilizada en dibujo técnico y geometría para construir figuras fácilmente y para medir longitudes y ángulos.
Esta herramienta combina las funciones de un transportador, una escuadra y una regla graduada.